# ایستگاه متروی تجریش
ایستگاه مترو تجریش، اولین ایستگاه خط ۱ مترو تهران است و در تقاطع خیابان دکتر شریعتی نرسیده به میدان قدس است.
این ایستگاه در ۳۰ بهمن ۱۳۹۰ تأسیس شده و دارا ۱۵۰۰۰ متر مربع فضا سرپوشیده است.
این ایستگاه راه دسترسی به خیابان‌های نیاوران، دربند، الهیه و میدان تجریش است.

## امکانات
این ایستگاه پله برقی، دفتر اشیاء گم شده، پلیس مترو، پایانه تاکسیرانی و اتوبوسرانی دارد.

## خطوط اتوبوسرانی
از خطوط اتوبوسرانی منتهی و عبوری از مجاور این ایستگاه خطوط ذیل می‌باشد:
- خط ۲۱۸ درکه به جماران در مسیر خیابان درکه، بلوار رشید الدین فضل‌الله ، خیابان مقدس اردبیلی، خیابان ولیعصر ، میدان‌ تجریش ، خیابان شهرداری ، میدان قدس ، دزاشیب ، خیابان باهنر (نیاوران) ، خیابان جماران
- خط ۲۲۰ میدان ازگل به میدان تجریش در مسیر خیابان ازگل، بلوار نیروی زمینی، مینی سیتی، بلوار ارتش، خیابان موحد دانش (اقدسیه)، خیابان پاسداران، خیابان لواسانی (فرمانیه)، خیابان باهنر (نیاوران)، میدان قدس، خیابان شهرداری و پل تجریش
- خط ۲۲۵ میدان قدس به پایانه شهید دستواره (معصومی) در مسیر خیابان شریعتی ، خیابان شهید کلاهدوز (دولت) ، میدان اختیاریه ، خیابان پاسداران و میدان نوبنیاد
- خط ۲۹۸ شهرک قائم به میدان تجریش در مسیر خیابان‌های شهرک قائم، بلوار ارتش، بلوار اوشان، دارآباد، خیابان پورابتهاج (دارآباد)، خیابان باهنر (نیاوران)، میدان قدس، خیابان شهرداری و پل تجریش
- خط ۳۰۳ میدان قدس به پیچ شمیران در مسیر خیابان شریعتی، پل صدر، خیابان شریعتی، پل سیدخندان ، سهروردی ، خیابان مطهری و ملک و خیابان شریعتی تا پیچ شمیران
- خط ۳۸۷ میدان قدس به میدان رسالت در مسیر خیابان شریعتی، پل صدر، بزرگراه صدر ، بزرگراه امام علی، لویزان، شمس‌آباد، بزرگراه‌های امام علی و رسالت[۳]

## نگارخانه

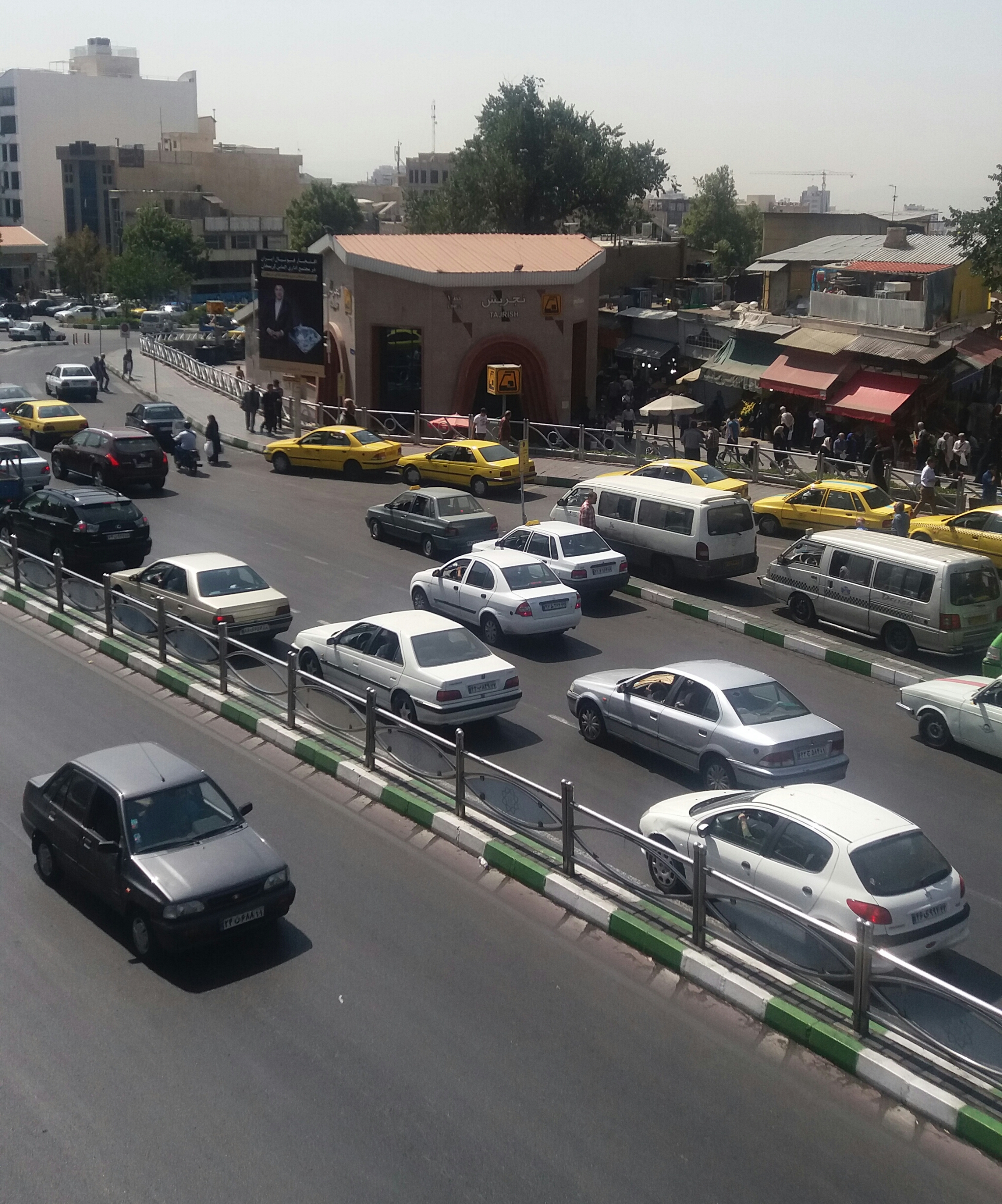
نمایی از ورودی ایستگاه مترو تجریش
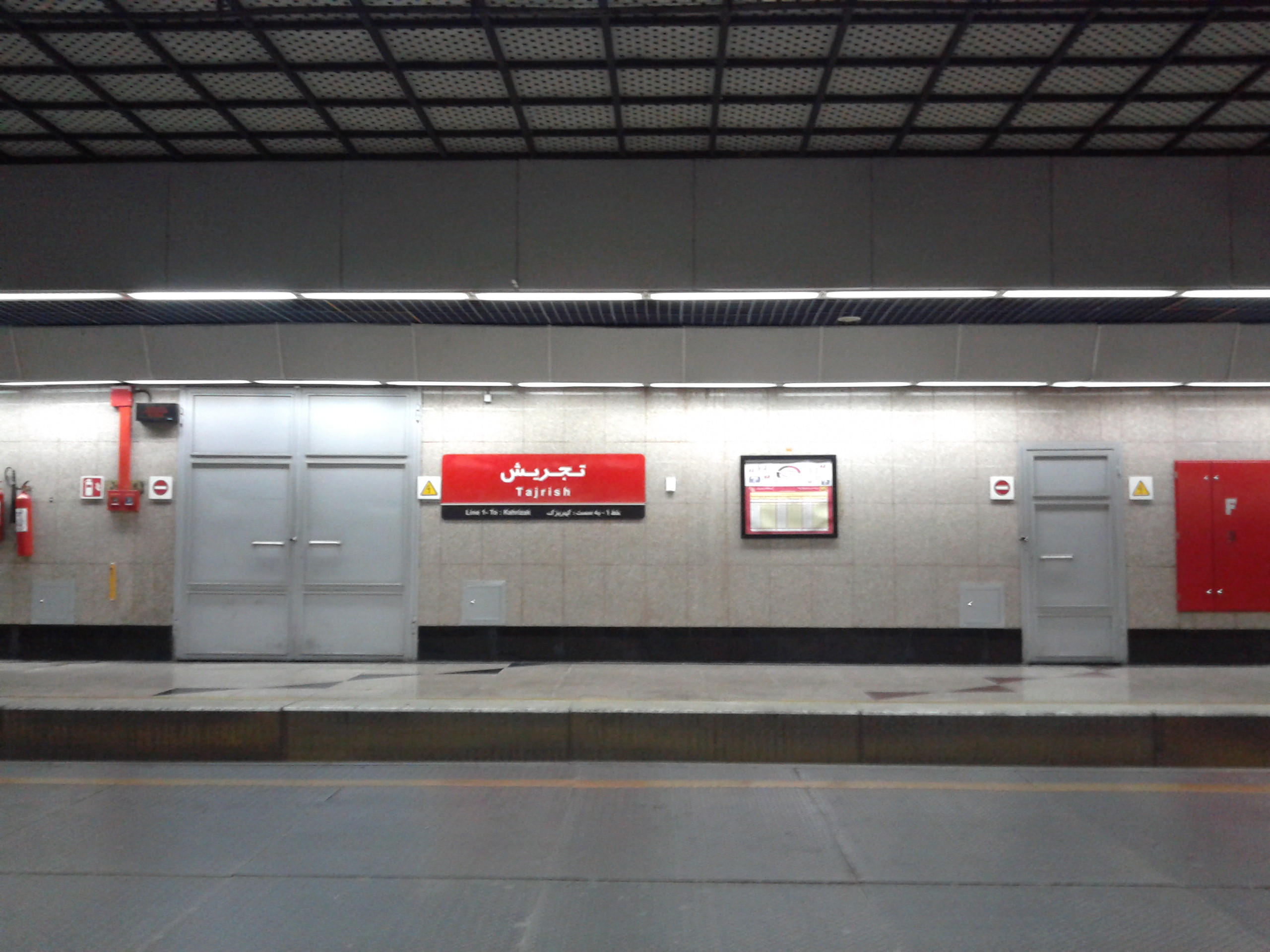
سکو ایستگاه

## جستارها وابسته
- مترو
- مترو تهران